# Ernesto II di Sassonia-Gotha-Altenburg
Ernesto II di Sassonia-Gotha-Altenburg (Gotha, 30 gennaio 1745 – Gotha, 20 aprile 1804) fu duca di Sassonia-Gotha-Altenburg.

## Biografia
Egli era il terzo ma l'unico sopravvissuto dei figli del Duca Federico III di Sassonia-Gotha-Altenburg e di Luisa Dorotea di Sassonia-Meiningen. La morte del fratello maggiore Federico 1756 lo rese l'erede del Ducato di Sassonia-Gotha-Altenburg.
Fu la Duchessa Luisa Dorotea ad occuparsi principalmente dell'educazione dei figli sopravvissuti, Ernesto e Augusto, e li affidò per questo a un gruppo selezionato di insegnanti.
Durante il 1768-1769 entrambi in principi compirono un tour d'istruzione nei Paesi Bassi, Inghilterra e Francia, ed Ernesto ebbe modo di conoscere importanti personalità del mondo della politica, delle scienze e della arti.
Nel 1772 suo padre morì ed Ernesto ereditò il Ducato di Sassonia-Gotha-Altenburg.
Da monarca illuminato, si dimostrò attento allo sviluppo scientifico ed artistico del proprio stato. Egli promosse il sistema dell'istruzione pubblica, dell'economia, del teatro, delle collezioni d'arte e delle biblioteche come delle scienze naturali che posero il suo stato tra i migliori della Turingia. Nel privato, si interessò in particolare di astronomia e fisica, nominando specialisti competenti per queste aree.
Per questa sua passione si servì ampiamente dell'astronomo Franz Xaver von Zach a Gotha. Con lui, fondò l'Osservatorio di Gotha (Sternwarte Gotha), che divenne il centro europeo per l'astronomia.
Dal 1774 divenne massone nel sistema di Zinnendorf e membro della loggia di Gotha Zum Rautenkranz; nel 1775 divenne Gran Maestro della Gran Loggia di Germania (secondo il sistema di Zinnendorf). Nel 1783 Ernesto divenne membro dell'Accademia degli Illuminati bavarese con il nome Quintus Severus e/o Timoleone, e nel 1784 divenne Supervisore dell'Abessinien (nome per l'Alta Sassonia). Nel 1787, egli sostenne Adam Weishaupt, il fondatore dell'omonima società segreta, accordandogli asilo a Gotha.

## Matrimonio ed eredi
A Meiningen il 21 marzo 1769, Ernesto sposò Carlotta di Sassonia-Meiningen (cugina della madre Luisa Dorotea, ma molto più giovane di lei), figlia di Antonio Ulrico di Sassonia-Meiningen. Dal matrimonio nacquero quattro figli:
- Ernesto (1770-1779);
- Augusto (1772-1822);
- Federico (1774-1825);
- Ludovico (nato e morto nel 1777).

## Ascendenza
|                                           |                                  |                                           | Genitori                               |  |  | Nonni |  |  | Bisnonni                               |  |  | Trisnonni                             |  |
|                                           |                                  |                                           |                                        |  |  |       |  |  | Federico I di Sassonia-Gotha-Altenburg |  |  | Ernesto I di Sassonia-Gotha-Altenburg |  |
|                                           |                                  |                                           |                                        |  |  |       |  |  | Federico I di Sassonia-Gotha-Altenburg |  |  | Ernesto I di Sassonia-Gotha-Altenburg |  |
|                                           |                                  | Elisabetta Sofia di Sassonia-Altenburg    |                                        |  |  |       |  |  | Federico I di Sassonia-Gotha-Altenburg |  |  |                                       |  |
| Federico II di Sassonia-Gotha-Altenburg   |                                  |                                           |                                        |  |  |       |  |  | Federico I di Sassonia-Gotha-Altenburg |  |  |                                       |  |
|                                           |                                  | Maddalena Sibilla di Sassonia-Weissenfels | Augusto di Sassonia-Weissenfels        |  |  |       |  |  |                                        |  |  |                                       |  |
|                                           |                                  | Maddalena Sibilla di Sassonia-Weissenfels | Augusto di Sassonia-Weissenfels        |  |  |       |  |  |                                        |  |  |                                       |  |
|                                           |                                  | Maddalena Sibilla di Sassonia-Weissenfels | Anna Maria di Meclemburgo-Schwerin     |  |  |       |  |  |                                        |  |  |                                       |  |
| Federico III di Sassonia-Gotha-Altenburg  |                                  | Maddalena Sibilla di Sassonia-Weissenfels |                                        |  |  |       |  |  |                                        |  |  |                                       |  |
|                                           |                                  | Carlo Guglielmo di Anhalt-Zerbst          | Giovanni VI di Anhalt-Zerbst           |  |  |       |  |  |                                        |  |  |                                       |  |
|                                           |                                  | Carlo Guglielmo di Anhalt-Zerbst          | Giovanni VI di Anhalt-Zerbst           |  |  |       |  |  |                                        |  |  |                                       |  |
|                                           |                                  | Carlo Guglielmo di Anhalt-Zerbst          | Sofia Augusta di Holstein-Gottorp      |  |  |       |  |  |                                        |  |  |                                       |  |
| Maddalena Augusta di Anhalt-Zerbst        |                                  | Carlo Guglielmo di Anhalt-Zerbst          |                                        |  |  |       |  |  |                                        |  |  |                                       |  |
|                                           |                                  | Sofia di Sassonia-Weissenfels             | Augusto di Sassonia-Weissenfels        |  |  |       |  |  |                                        |  |  |                                       |  |
|                                           |                                  | Sofia di Sassonia-Weissenfels             | Augusto di Sassonia-Weissenfels        |  |  |       |  |  |                                        |  |  |                                       |  |
|                                           |                                  | Sofia di Sassonia-Weissenfels             | Anna Maria di Meclemburgo-Schwerin     |  |  |       |  |  |                                        |  |  |                                       |  |
| Ernesto II di Sassonia-Gotha-Altenburg    |                                  | Sofia di Sassonia-Weissenfels             |                                        |  |  |       |  |  |                                        |  |  |                                       |  |
|                                           | Bernardo I di Sassonia-Meiningen | Ernesto I di Sassonia-Gotha-Altenburg     |                                        |  |  |       |  |  |                                        |  |  |                                       |  |
|                                           | Bernardo I di Sassonia-Meiningen | Ernesto I di Sassonia-Gotha-Altenburg     |                                        |  |  |       |  |  |                                        |  |  |                                       |  |
|                                           | Bernardo I di Sassonia-Meiningen | Elisabetta Sofia di Sassonia-Altenburg    |                                        |  |  |       |  |  |                                        |  |  |                                       |  |
| Ernesto Luigi I di Sassonia-Meiningen     | Bernardo I di Sassonia-Meiningen |                                           |                                        |  |  |       |  |  |                                        |  |  |                                       |  |
|                                           |                                  | Maria Edvige d'Assia-Darmstadt            | Giorgio II d'Assia-Darmstadt           |  |  |       |  |  |                                        |  |  |                                       |  |
|                                           |                                  | Maria Edvige d'Assia-Darmstadt            | Giorgio II d'Assia-Darmstadt           |  |  |       |  |  |                                        |  |  |                                       |  |
|                                           |                                  | Maria Edvige d'Assia-Darmstadt            | Sofia Eleonora di Sassonia             |  |  |       |  |  |                                        |  |  |                                       |  |
| Luisa Dorotea di Sassonia-Meiningen       |                                  | Maria Edvige d'Assia-Darmstadt            |                                        |  |  |       |  |  |                                        |  |  |                                       |  |
|                                           |                                  | Federico I di Sassonia-Gotha-Altenburg    | Ernesto I di Sassonia-Gotha-Altenburg  |  |  |       |  |  |                                        |  |  |                                       |  |
|                                           |                                  | Federico I di Sassonia-Gotha-Altenburg    | Ernesto I di Sassonia-Gotha-Altenburg  |  |  |       |  |  |                                        |  |  |                                       |  |
|                                           |                                  | Federico I di Sassonia-Gotha-Altenburg    | Elisabetta Sofia di Sassonia-Altenburg |  |  |       |  |  |                                        |  |  |                                       |  |
| Dorotea Maria di Sassonia-Gotha-Altenburg |                                  | Federico I di Sassonia-Gotha-Altenburg    |                                        |  |  |       |  |  |                                        |  |  |                                       |  |
|                                           |                                  | Maddalena Sibilla di Sassonia-Weissenfels | Augusto di Sassonia-Weissenfels        |  |  |       |  |  |                                        |  |  |                                       |  |
|                                           |                                  | Maddalena Sibilla di Sassonia-Weissenfels | Augusto di Sassonia-Weissenfels        |  |  |       |  |  |                                        |  |  |                                       |  |
|                                           |                                  | Maddalena Sibilla di Sassonia-Weissenfels | Anna Maria di Meclemburgo-Schwerin     |  |  |       |  |  |                                        |  |  |                                       |  |
|                                           |                                  | Maddalena Sibilla di Sassonia-Weissenfels |                                        |  |  |       |  |  |                                        |  |  |                                       |  |